# Телец (загоризонтный радиолокатор)
Телец — экспериментальный береговой низкопотенциальный загоризонтный радиолокатор поверхностной волны для обнаружения кораблей на дальности до 250 километров. Предназначен для контроля обстановки в 200-мильной прибрежной экономической зоне. 
Использует принцип загоризонтной локации поверхностным лучом (дифракционное поверхностное распространение).
Разработчик — НИИДАР. Построен в 1999 году на Камчатке 52°57′24″ с. ш. 158°48′12″ в. д..